# Area metropolitana di Medellín

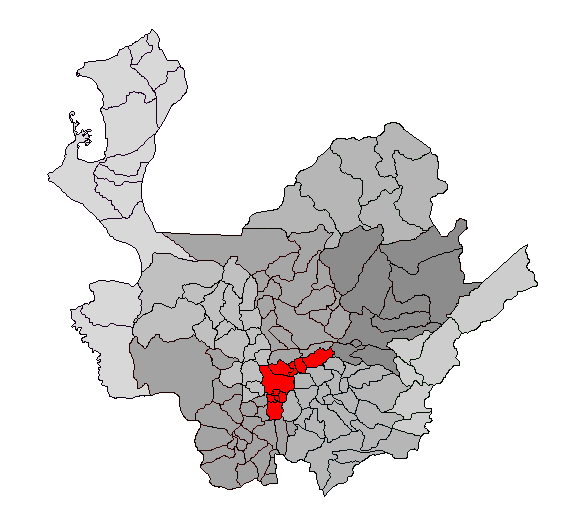
Posizione dell'area metropolitana di Medellin o Valle di Aburrá, provincia del dipartimento di Antioquia

L'area metropolitana di Medellín o area metropolitana della valle di Aburrá (in spagnolo: Área metropolitana del Valle de Aburrá) è un'area metropolitana ed una sub-regione (provincia) della Colombia nel dipartimento di Antioquia
Essa è costituita da dieci comuni, dei quali, Medellín, è il più importante, capitale del dipartimento di Antioquia.

## Storia
L'area metropolitana di Medellin fu creata nel 1980 e fu la prima area metropolitana creata in Colombia. Lo scopo era quello di favorire l'integrazione economica e la pianificazione per lo sviluppo urbano nelle città della valle di Aburra.

Comuni nell'area metropolitana di Medellin

La popolazione totale delle dieci città è di oltre 3 milioni e 300 000 abitanti. Lo sviluppo della Valle di Aburra ebbe luogo a partire dal 1930 dopo una rapida crescita demografica che provocò l'inurbanamento di Medellín, Itagüí ed Envigado.
Medellín, come città capitale del dipartimento di Antioquia, principale centro economico e sede della maggior parte degli enti locali contribuì a un rapido sviluppo urbano che assorbì numerosi corregimientos quali, fra gli altri, Robledo, La América, La Floresta, Guayabal e Belén.
Con l'industrializzazione le classi alta e media si spostarono verso la parte meridionale della città come El Poblado, che infine raggiunse anche la città di Envigado, mentre i quartieri abitati dalla classe operaia di Medellín raggiunsero le città di Bello ed il sudovest di (Itagüí).

## Geografia
L'area metropolitana di Medellin confina con i comuni di Ebéjico, Heliconia, Angelópolis ed Amagá ad ovest, con i comuni di Santa Barbara and Fredonia a sud, con la provincia dell'Antioquia Orientale a sudovest e con i comuni di San Jeronimo, San Pedro e Don Matías a nord, coprendo un'area totale di 1.152 km².
La superficie più grande è occupata dalla municipalità di Medellin con 382 km² e la più piccola da quella di Sabaneta con 15 km².
La gran parte dell'area metropolitana è sita all'interno della Valle di Aburra.

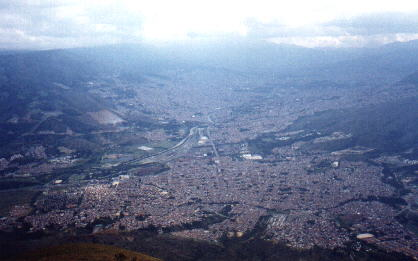
Vista della valle di Aburra nella città di Medellín